# Далия Георгиева
Далия Пламенова Георгиева е българска актриса. Известна е с озвучаването на множество филми и сериали.

## Биография
Далия Георгиева е родена на 16 март 2004 г. в град София, Република България. От дете е част от Експерименталната театрална студия „Игра“ към Домът на културата „Средец“ с ръководител Петър Върбанов.
През лятото на 2018 г. след кастинг е избрана от продуцента Евтим Милошев за ролята на Деси Цветкова (приятелката на Рали) в детския спортен сериал „Румбата, аз и Роналдо“, чиято премиера е на 10 май 2020 г. по БНТ 1.
През пролетта на 2023 г. завършва гимназия по испански език. През септември същата година кандидатства в НАТФИЗ „Кръстю Сарафов“ със специалност „Актьорско майсторство за драматичен театър“. Бива приета в класа на професор Атанас Атанасов с асистенти Мартин Киселов и асистент Антон Угринов. Състудентка е на Антоанета Пастармаджиева, Карина Андонова, Красимир Христов, Лъчезар Натлев, Рада Христова и Симона Николова, които също учат в школата на Върбанов.

### Кариера в дублажа
Георгиева започва да се занимава активно с озвучаване на филми и сериали през есента на 2015 г. Първата й роля в дублажа е тази на малката Червенокоска в анимационния филм „Фъстъчета: Филмът“ на „Туентиът Сенчъри Фокс Анимейшън“ и „Блу Скай Студиос“.
Озвучава за дублажните студия „Александра Аудио“, „Доли Медия Студио“ и „Про Филмс“, за детските канали Дисни Ченъл и Никелодеон, както и пълнометражни филми за кината. Работила е с режисьорите на дублажа Петър Върбанов, Йоанна Микова, Даниела Горанова, Ива Стоянова, Ангелина Русева, Евгения Ангелова, Марио Иванов, Симеон Дамянов, Сотир Мелев, Анатолий Божинов, Ивет Лазарова-Торосян, Мариета Петрова и други.
Най-известната й роля в дублажа е главната героиня Мейлин Лий (Мей) в анимационния филм на Дисни и Пиксар – „Мей Червената панда“. Другите й роли включват Олив във „Сидни на макс“, Блеър в „Слушай публиката“, Лекс в „Ловци на работа“, Савана в „Бъгнатият Рон“, Роуина (Ро) в „Коледа...Отново?“, Сепияна в „Шоуто на Патрик Звездата“, Лайла Грей в „Мистериите на Рок Айлънд“, Лей Лей в „Тя е Лей Лей“, Клодийн в „Монстър Хай“, Лени Шумникова в „Истинските Шумникови“ (игрална адаптация на анимационния сериал „Къщата на Шумникови“), Ела в „Ела сред звездите“, Луси в „Хироу Инсайд“, Тревожност в „Отвътре навън 2“ и други.
През 2016 г. Георгиева е сред основните кандидати за ролята на Линкълн Шумников във българския дублаж на анимационния сериал „Къщата на Шумникови“, както и Карина Андонова за Клайд, но Кристиян Върбановски печели ролята. По-късно озвучава Лори Шумникова в „Шпионинът може да почака – Къщата на Шумникови: Филмът“, замествайки Венцислава Асенова.

## Участия в театъра
Експериментална театрална студия „Игра“
1. „Пепепяшка“ от Шарл Перо – режисьор Петър Върбанов
2. „Приключения опасни с герои сладкогласни“ от Недялко Йорданов – режисьор Петър Върбанов
3. „Джуджето и седемте снежанки“ от Стефан Цанев – режисьор Петър Върбанов
4. „Фронтова линия“ на Че Уокър – режисьор Петър Върбанов
5. „Балдахинът“ от Сидони-Габриел Колет – режисьор Петър Върбанов[9]

## Роли в озвучаването
| Актьор      | Филм/Сериал                                         | Роля           |
| ----------- | --------------------------------------------------- | -------------- |
| Ева Карлтън | Истинските Шумникови Истинските призрачни Шумникови | Лени Шумникова |
| Мия Харис   | Монстър Хай: Филмът Монстър Хай 2                   | Клодийн        |

1. „Аз, проклетникът 4“ – Попи Прескот (Джоуи Кинг), 2024
2. „Аби Хачър фъзли хваща“ – Аби Хачър (Ема Димитрова в няколко епизода), 2019
3. „Айла и огледалата“ – Лусия/Ноа „Фоги“, 2024
4. „Бакуган“, 2023
5. „Братовчеди завинаги“ – Айви (Скарлет Спенсър), 2019
6. „Бъгнатият Рон“ – Савана (Кайли Кантрал), 2021[10]
7. „Горските мечоци: Пазителите“ – Шарлът, 2024[11]
8. „Ела сред звездите“ – Ела, 2023
9. „Киф“ – Тери (Никол Сакура), 2023
10. „Коледа...Отново?“ – Роуина „Ро“ Клайборн (Скарлет Естевез), 2021
11. „Ловци на работа“ – Лекс (Джулс Лебланк), 2021
12. „Мей Червената панда“ – Мейлин (Розалин Чанг), 2022[1][2]
13. „Мистериите на Рок Айлънд“ – Лайла Грей (Изела Конъли), 2022
14. „Монстър Хай“ – Клодийн (Габриел Грийн), 2023
15. „Отвътре навън 2“ – Тревожност (Мая Хоук), 2024
16. „Сидни на макс“ – Олив (Ава Колкър), 2019[1]
17. „Слушай публиката“ – Блеър (Кейлин Хейман), 2020[1]
18. „Спайдър-Мен: През Спайди-вселената“ – Марго Кес/Спайдър-Байт (Амандла Стенбърг), 2023
19. „Стихии“ – Момиче Лумна/Поло, 2023
20. „Таласъми на работа“ – Вал (Минди Калинг), 2024
21. „Тя е Лей Лей“ – Лей Лей, 2023
22. „Хамстер и Гретел“ – Стейси Грант/Лорън (в няколко епизода е Михаела Тюлева), 2023
23. „Хейли е на ход!“ – Други гласове, 2024
24. „Хироу Инсайд“ – Луси, 2024
25. „Фъстъчета: Филмът“ – Малката Червенокоска, 2015[1]
26. „Шоуто на Патрик Звездата“ – Сепияна (Джил Тали), 2022
27. „Шпионинът може да почака – Къщата на Шумникови: Филмът“ – Лори Шумникова (Катрин Тейбър), 2024

## Филмография
- „Румбата, аз и Роналдо“ (2019) – Деси Цветкова[5][12]